# Benediktinerinnenkloster Bonn

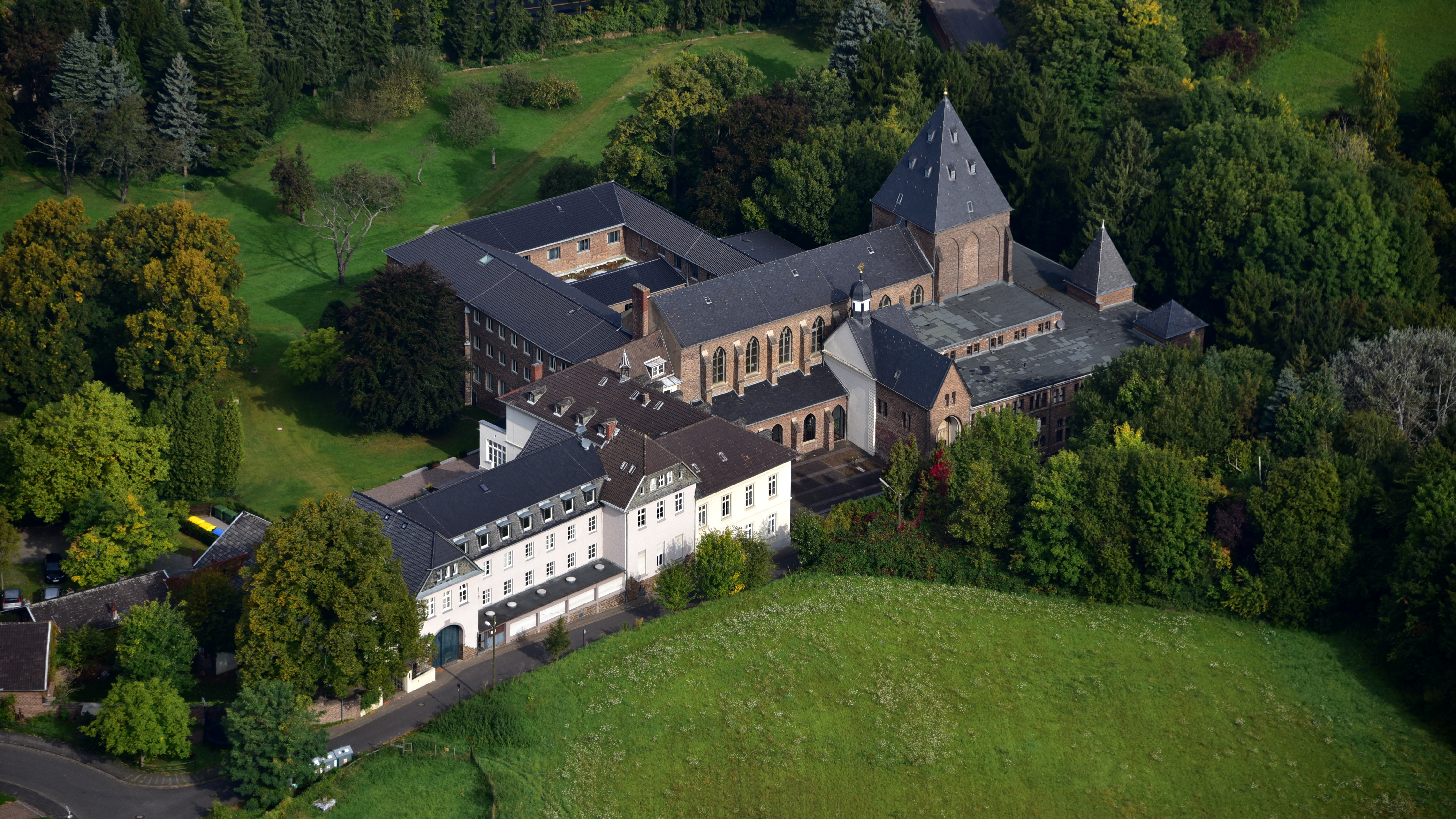
Kloster Maria Hilf

Das Benediktinerinnenkloster Bonn (auch: Kloster Mariahilf oder: Kloster zur Ewigen Anbetung) war von 1857 bis 2001 ein Kloster der Benediktinerinnen vom Heiligsten Sakrament in Bonn, zuerst in der Innenstadt, ab 1888 in Endenich.

## Geschichte

### Gründung in Bonn
Karoline von Romberg, geb. Boeselager-Heessen (1777–1857) kaufte 1857 das aufgegebene Kapuzinerkloster in Bonn und stiftete dort für die Benediktinerinnen vom Heiligsten Sakrament das Kloster zur Ewigen Anbetung. Besiedelt wurde es vom 1841 gegründeten nordfranzösischen Benediktinerinnenkloster Saint-Omer und vom 1854 gegründeten Benediktinerinnenkloster Osnabrück. Erste Oberin war Mechtildis Scott von Saint-Omer. 1863 gab sie das Amt an Priorin Josefine Karoline von Fürstenberg-Stammheim ab, eine Enkelin der Stifterin. Als diese 1874 nach Viersen ging, folgte ihr bis 1920 Berta Theophila Freundt nach.

### Exil in Driebergen. Rückkehr nach Endenich
1875 wurde der Konvent durch die preußischen Kulturkampfgesetze zur Auswanderung gezwungen und gründete in den Niederlanden das bis 1997 bestehende Kloster Arca Pacis in Driebergen (heute: Utrechtse Heuvelrug). Als der Konvent 1888 nach Deutschland zurückkehren konnte, war das ehemalige Bonner Klostergebäude verkauft und es kam zu einer Niederlassung in Bonn-Endenich im Paula von Fürstenberg-Stammheim (1805–1891), Witwe des Franz Egon von Fürstenberg-Stammheim (1797–1859), abgekauften Landhaus neben der Marterkapelle, am Fuße des Kreuzbergs. Unter den Nonnen war Schwester Maria von der Opferung alias Sophie von Romberg-Buldern (1832–1924), eine weitere Enkelin der Stifterin Karoline von Romberg. Ein Jahr später besiedelten Franziskaner das unweit gelegene Kreuzbergkloster.

### Neubau und Filialklöster
Das rasche Wachsen des Konvents (1896: 76, 1919: 130, 1931: 148 Schwestern) machte ab 1891 einen Neubau nötig (1916 fertig) und schließlich auch Gründungen: 1899 das heute noch bestehende Herz-Jesu-Kloster Kreitz in Neuss-Holzheim, 1907 das Kloster Niederlahnstein bei der Johanniskirche, das 1920 nach Johannisberg in Geisenheim verlegt wurde, wo es bis 1991 bestand. 1912 übernahm Bonn das Kloster Herstelle (bis 1924) und 1916 das Benediktinerinnenkloster Ottmarsheim. Die Neugründung in Braunshardt bei Darmstadt scheiterte 1931 nach einem Jahr Aufenthalt.

### Krieg, Zerstörung, Wiederaufbau und Auflösung
Von 1941 bis 1945 war das Kloster beschlagnahmt (anfänglich als Sammellager für Bonner Juden). Die Nonnen mussten als Pflegerinnen in Krankenhäusern und Altersheimen unterkommen. Die Gebäude wurden durch Bomben zerstört. 1954 war der Wiederaufbau des Schwesternhauses abgeschlossen, 1962 der des gesamten Klosters. Von 1952 bis 1984 unterhielt das Kloster ein Altenheim. Überalterung des Konvents und Mangel an Berufungen führten 2001 zur Auflösung des Klosters. Seitdem beherbergen die Gebäude in der Kapellenstraße 44 das Erzbischöfliche missionarische Priesterseminar Redemptoris Mater Köln.

### Priorinnen
- 1857–1863: Mechtildis Scott (Oberin)
- 1863–1874: Josefine Karoline von Fürstenberg-Stammheim
- 1875–1920: Berta Theophila Freundt
- 1920–1925: Rita Scheuer
- 1925–1935: Benedicta Schweikert
- 1936–1956: Felicitas Kiese
- 1956–1964: Theresia Loenartz
- 1964–1974: Maria Assumpta Hundegeburth
- 1974–2000: Mechtild Cremer